# Hagaragund, Muddebihal
Hagaragund là một làng thuộc tehsil Muddebihal, huyện Bijapur, bang Karnataka, Ấn Độ.